# Neues Mausoleum

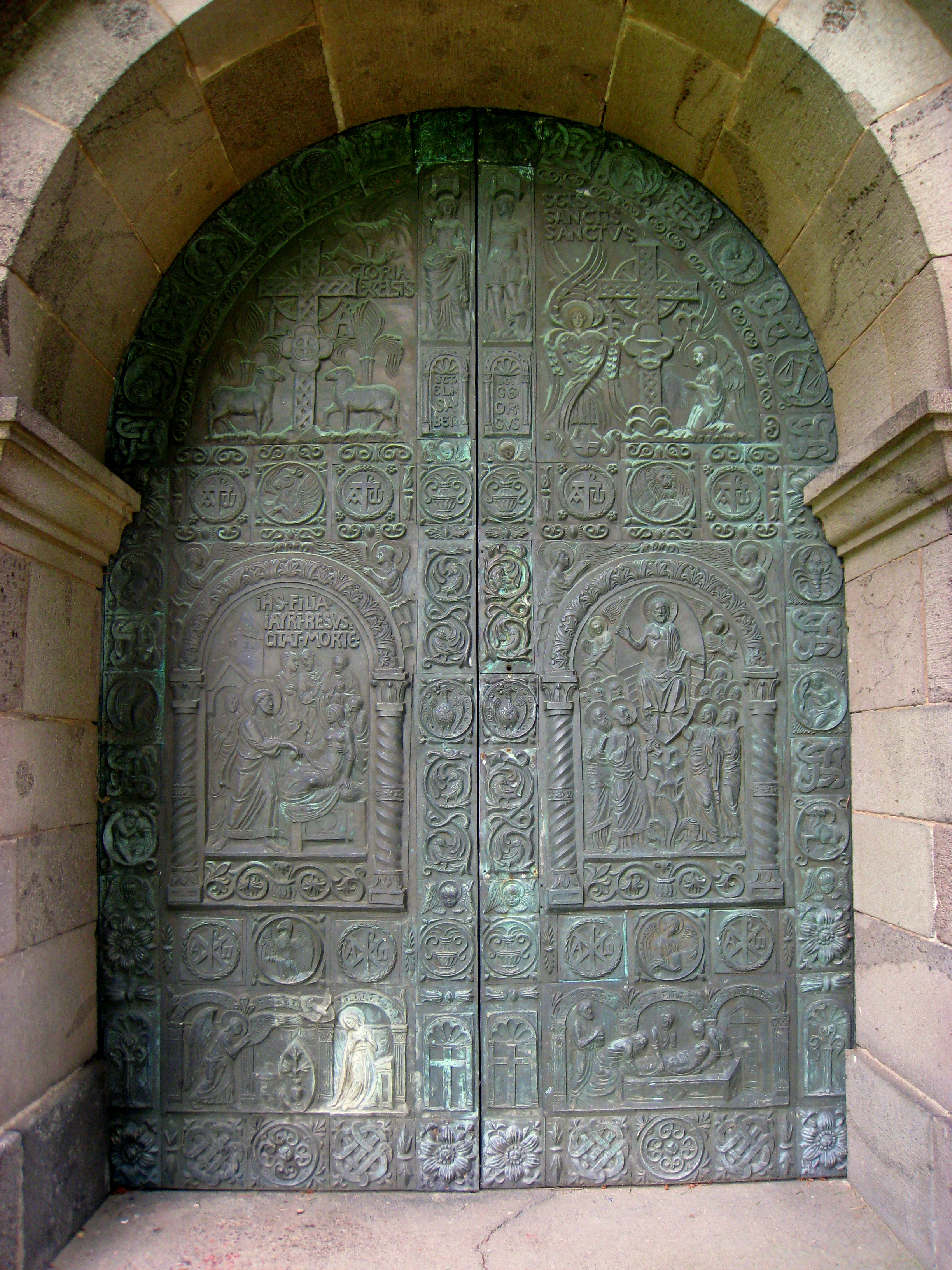
Eingangstür, 2009

Das Neue Mausoleum im Park Rosenhöhe in Darmstadt zählt zur Gruppe der in diesem Park liegenden Grabstätten des Hauses Hessen.

## Gebäude

### Geschichte
Das unweit des Alten Mausoleums gelegene Neue Mausoleum ließ Großherzog Ernst Ludwig als Grabstätte für seine Eltern errichten. Das Bauwerk wurde 1905 bis 1910 nach Plänen des Architekten Karl Hofmann erbaut, der an der Technischen Hochschule Darmstadt lehrte und ein Spezialist für neuromanische Architektur war. Nach der Fertigstellung wurden die Särge aller Großherzöge und ihrer Familienangehörigen aus der Fürstengruft der Stadtkirche Darmstadt auf die Rosenhöhe überführt und eine Neuaufstellung vorgenommen. Seine Eltern und Geschwister ließ Großherzog Ernst Ludwig ins Neue Mausoleum umbetten, die Särge der früheren Regenten des Großherzogtums und ihrer Familienangehörigen wurden ins Alte Mausoleum gebracht. Die Särge der hessischen Landgrafen und ihrer Familienangehörigen verblieben in der Fürstengruft der Stadtkirche.

### Architektur
Hofmann kopierte bei seiner Planungen das Mausoleum der Galla Placidia in Ravenna. Es hat einen kreuzförmigen Grundriss und im Mittelpunkt einen Vierungsturm. Die flachgeneigten Dächer sind nach südländischem Vorbild mit Mönch-und-Nonne-Ziegeln gedeckt. Zu den bemerkenswerten Details des Bauwerks gehören:
- die Rundbögen in der Fassade,
- die mit biblischen Motiven verzierte Bronze-Pforte und
- das Kreuz auf der Turmspitze.

### Bestattete
Das Neue Mausoleum ist die Grabstätte der Eltern Großherzog Ernst Ludwigs (Großherzog Ludwig IV. (1837–1892) und Großherzogin Alice (1843–1878)) und seiner Geschwister (Prinz Friedrich (1870–1873) und Prinzessin Marie (1874–1878)).

### Liegefiguren
Die lebensgroße Marmorfigur auf dem Sarkophag der Großherzogin zeigt Alice mit Marie im Arm; sie stammt von dem Bildhauer Joseph Edgar Boehm aus London.
Der Bildhauer Ludwig Habich gestaltete die Figur Ludwigs IV. 
Der Bildhauer Augusto Varnesi gestaltete die Plastiken der Kinder.